# Балодабазар (округ)
Балодабазар (англ. Baloda Bazar) — округ в индийском штате Чхаттисгарх. Образован в 2012 году, путём выделения из округа Райпур. Административный центр — город Балодабазар. Крупнейший город — Бхатапара. Площадь —  км². Население —  человек (на 2011 год). Округ состоит из 9 единиц 3-о уровняː техсилы Palari, Baloda Bazar, Kasdol, Bilaigarh, Bhatapara и Simga; (города) Балодабазар, Бхатапара и Билаигарх.